# Kızılyaka, Altınyayla
Kızılyaka là một xã thuộc huyện Altınyayla, tỉnh Burdur, Thổ Nhĩ Kỳ. Dân số thời điểm năm 2010 là 908 người.